# Mayo (Karolina Południowa)
Mayo – jednostka osadnicza w Stanach Zjednoczonych, w stanie Karolina Południowa, w hrabstwie Spartanburg.